# Shed a Light
Shed a Light is een nummer uit 2016 van de Duitse deephouse-dj Robin Schulz, de Franse dj David Guetta en het Amerikaanse dj-trio Cheat Codes. Het is de eerste single van Uncovered, het derde studioalbum van Robin Schulz.
"Shed a Light" werd een bescheiden hit in Europa en Oceanië. In Schulz' thuisland Duitsland was het nummer met een 6e positie zeer succesvol. In Guetta's thuisland Frankrijk was het met een 44e positie echter minder succesvol. In de Nederlandse Top 40 schopte het nummer het tot een bescheiden 21e positie, in Vlaanderen haalde het echter de 13e positie in de Tipparade.